# オーストリア領ネーデルラント

領域内の諸領邦

オーストリア領ネーデルラント
Österreichische Niederlande (ドイツ語)
Pays-Bas Autrichiens (フランス語)
Oostenrijkse Nederlanden (オランダ語)
Belgium Austriacum (ラテン語)

オーストリア領ネーデルラントの位置（1789年）

-   オーストリア領ネーデルラント
-   ハプスブルク君主国

| ネーデルラントの歴史                                                   | ネーデルラントの歴史                                                             | ネーデルラントの歴史                                                | ネーデルラントの歴史                                                  | ネーデルラントの歴史                                                                        | ネーデルラントの歴史                                                                        | ネーデルラントの歴史                                                                        | ネーデルラントの歴史                                                                        | ネーデルラントの歴史                                                                        |
| ---------------------------------------------------------------------- | -------------------------------------------------------------------------------- | ------------------------------------------------------------------- | --------------------------------------------------------------------- | ------------------------------------------------------------------------------------------- | ------------------------------------------------------------------------------------------- | ------------------------------------------------------------------------------------------- | ------------------------------------------------------------------------------------------- | ------------------------------------------------------------------------------------------- |
| フリーシー族                                                           |                                                                                  |                                                                     | ベルガエ族                                                            | ベルガエ族                                                                                  | ベルガエ族                                                                                  | ベルガエ族                                                                                  | ベルガエ族                                                                                  | ベルガエ族                                                                                  |
|                                                                        | カナネファテス族                                                                 | カマウィ族 トゥバンテス族                                           | カマウィ族 トゥバンテス族                                             | ガリア・ベルギカ （紀元前55年 - 5世紀ごろ） ゲルマニア・インフェリオル （83年 - 5世紀ごろ） | ガリア・ベルギカ （紀元前55年 - 5世紀ごろ） ゲルマニア・インフェリオル （83年 - 5世紀ごろ） | ガリア・ベルギカ （紀元前55年 - 5世紀ごろ） ゲルマニア・インフェリオル （83年 - 5世紀ごろ） | ガリア・ベルギカ （紀元前55年 - 5世紀ごろ） ゲルマニア・インフェリオル （83年 - 5世紀ごろ） | ガリア・ベルギカ （紀元前55年 - 5世紀ごろ） ゲルマニア・インフェリオル （83年 - 5世紀ごろ） |
|                                                                        | カナネファテス族                                                                 | サリ・フランク族                                                    |                                                                       | バタウィ族                                                                                  | バタウィ族                                                                                  |                                                                                             |                                                                                             |                                                                                             |
| 無人 （4世紀 - 5世紀ごろ）                                             | 無人 （4世紀 - 5世紀ごろ）                                                       | ザクセン族                                                          | サリ・フランク族 （4世紀 - 5世紀ごろ）                                | サリ・フランク族 （4世紀 - 5世紀ごろ）                                                      | サリ・フランク族 （4世紀 - 5世紀ごろ）                                                      |                                                                                             |                                                                                             |                                                                                             |
| フリースラント王国 （6世紀ごろ - 734年）                               | フリースラント王国 （6世紀ごろ - 734年）                                         |                                                                     | フランク王国（481年 - 843年） カロリング帝国 （800年 - 843年）        | フランク王国（481年 - 843年） カロリング帝国 （800年 - 843年）                              | フランク王国（481年 - 843年） カロリング帝国 （800年 - 843年）                              | フランク王国（481年 - 843年） カロリング帝国 （800年 - 843年）                              | フランク王国（481年 - 843年） カロリング帝国 （800年 - 843年）                              | フランク王国（481年 - 843年） カロリング帝国 （800年 - 843年）                              |
| フリースラント王国 （6世紀ごろ - 734年）                               | フリースラント王国 （6世紀ごろ - 734年）                                         | アウストラシア（511年 - 687年）                                     |                                                                       |                                                                                             |                                                                                             |                                                                                             |                                                                                             |                                                                                             |
|                                                                        |                                                                                  |                                                                     |                                                                       |                                                                                             |                                                                                             |                                                                                             |                                                                                             |                                                                                             |
|                                                                        |                                                                                  |                                                                     |                                                                       |                                                                                             |                                                                                             |                                                                                             |                                                                                             |                                                                                             |
| 中部フランク王国（843年 - 855年）                                      | 中部フランク王国（843年 - 855年）                                                | 中部フランク王国（843年 - 855年）                                   | 中部フランク王国（843年 - 855年）                                     | 中部フランク王国（843年 - 855年）                                                           | 西フランク王国 （843年 - 987年）                                                            |                                                                                             |                                                                                             |                                                                                             |
| ロタリンギア王国（855年 - 959年） 下ロタリンギア公国（959年 - 1190年） |                                                                                  |                                                                     |                                                                       |                                                                                             | 西フランク王国 （843年 - 987年）                                                            |                                                                                             |                                                                                             |                                                                                             |
| フリースラント                                                         |                                                                                  |                                                                     |                                                                       |                                                                                             |                                                                                             |                                                                                             |                                                                                             |                                                                                             |
| フリースラントの自由 （11世紀 - 16世紀）                               | ホラント伯国 （880年 - 1432年）                                                  | ユトレヒト司教領 （695年 - 1456年）                                 | ブラバント公国 （1183年 - 1430年） ゲルデルン公国 （1046年 - 1543年） | ブラバント公国 （1183年 - 1430年） ゲルデルン公国 （1046年 - 1543年）                       | フランドル伯国 （862年 - 1384年）                                                           | エノー伯国 （1071年 - 1432年） ナミュール伯国 (981年 - 1421年)                              | リエージュ司教領 （980年 - 1794年）                                                         | ルクセンブルク公国 （1059年 - 1443年）                                                      |
|                                                                        | ブルゴーニュ領ネーデルラント（1384年 - 1482年）                                  |                                                                     |                                                                       |                                                                                             |                                                                                             |                                                                                             |                                                                                             |                                                                                             |
|                                                                        | ハプスブルク領ネーデルラント（1482年 - 1795年） （ネーデルラント17州1543年以降） |                                                                     |                                                                       |                                                                                             |                                                                                             |                                                                                             |                                                                                             |                                                                                             |
| ネーデルラント連邦共和国 （1581年 - 1795年）                           | ネーデルラント連邦共和国 （1581年 - 1795年）                                     | ネーデルラント連邦共和国 （1581年 - 1795年）                        | ネーデルラント連邦共和国 （1581年 - 1795年）                          | スペイン領ネーデルラント （1556年 - 1714年）                                                | スペイン領ネーデルラント （1556年 - 1714年）                                                | スペイン領ネーデルラント （1556年 - 1714年）                                                |                                                                                             |                                                                                             |
|                                                                        |                                                                                  |                                                                     |                                                                       | オーストリア領ネーデルラント （1714年 - 1795年）                                            |                                                                                             |                                                                                             |                                                                                             |                                                                                             |
|                                                                        |                                                                                  |                                                                     |                                                                       | ベルギー合衆国 （1790年）                                                                   | ベルギー合衆国 （1790年）                                                                   | ベルギー合衆国 （1790年）                                                                   | リエージュ共和国 （1789年 - 1791年）                                                        |                                                                                             |
|                                                                        |                                                                                  |                                                                     |                                                                       |                                                                                             |                                                                                             |                                                                                             |                                                                                             |                                                                                             |
| バタヴィア共和国（1795年 - 1806年） ホラント王国（1806年 - 1810年）    | バタヴィア共和国（1795年 - 1806年） ホラント王国（1806年 - 1810年）              | バタヴィア共和国（1795年 - 1806年） ホラント王国（1806年 - 1810年） | バタヴィア共和国（1795年 - 1806年） ホラント王国（1806年 - 1810年）   | フランス第一共和政（1795年 - 1804年） フランス第一帝政（1804年 - 1815年）                   | フランス第一共和政（1795年 - 1804年） フランス第一帝政（1804年 - 1815年）                   | フランス第一共和政（1795年 - 1804年） フランス第一帝政（1804年 - 1815年）                   | フランス第一共和政（1795年 - 1804年） フランス第一帝政（1804年 - 1815年）                   | フランス第一共和政（1795年 - 1804年） フランス第一帝政（1804年 - 1815年）                   |
|                                                                        |                                                                                  |                                                                     |                                                                       |                                                                                             |                                                                                             |                                                                                             |                                                                                             |                                                                                             |
| ネーデルラント連合公国（1813年 - 1815年）                              |                                                                                  |                                                                     |                                                                       |                                                                                             |                                                                                             |                                                                                             |                                                                                             |                                                                                             |
| ネーデルラント連合王国（1815年 - 1830年）                              | ネーデルラント連合王国（1815年 - 1830年）                                        | ネーデルラント連合王国（1815年 - 1830年）                           | ネーデルラント連合王国（1815年 - 1830年）                             | ネーデルラント連合王国（1815年 - 1830年）                                                   | ネーデルラント連合王国（1815年 - 1830年）                                                   | ネーデルラント連合王国（1815年 - 1830年）                                                   | ネーデルラント連合王国（1815年 - 1830年）                                                   | ルクセンブルク 大公国 （同君連合、1815年 - ）                                               |
| オランダ王国（1839年 - ）                                              | オランダ王国（1839年 - ）                                                        | オランダ王国（1839年 - ）                                           | オランダ王国（1839年 - ）                                             | ベルギー王国（1830年 - ）                                                                   | ベルギー王国（1830年 - ）                                                                   | ベルギー王国（1830年 - ）                                                                   | ベルギー王国（1830年 - ）                                                                   | ルクセンブルク 大公国 （同君連合、1815年 - ）                                               |
|                                                                        |                                                                                  |                                                                     |                                                                       |                                                                                             |                                                                                             |                                                                                             |                                                                                             | ルクセンブルク大公国 （1890年 - ）                                                          |

オーストリア領ネーデルラント（オーストリアりょうネーデルラント、オランダ語: Oostenrijkse Nederlanden、フランス語: Pays-Bas Autrichiens、ドイツ語: Österreichische Niederlande、ラテン語: Belgium Austriacum）は、1714年から1797年の間に存在した神聖ローマ帝国のブルグント・クライスの領土である。この期間は、1714年のラシュタット条約によるオーストリアの旧スペイン領ネーデルラントの獲得で始まり、1794年のスプリモンの戦いと1795年のバーゼルの和約の余波の中、フランスが併合するまで続いた。しかし、オーストリアは1797年のカンポ・フォルミオ条約で、この地域の領有権を放棄した。

## 歴史
スペイン継承戦争の講和条約であるラシュタット条約（1714年）のもとで、スペイン領ネーデルラントの残存部分はオーストリアに割譲された。クライスは、その所有者、現在はブルゴーニュ公爵としての皇帝自身に、帝国議会の一議席を与え続けた。行政的には、国内はかつてからの4つの公国、3つのカウンティ、様々な領主に分かれていた。

### ブラバント革命
1780年代、カトリック教会やオーストリア領ネーデルラントの伝統的な制度への攻撃と受け止められた皇帝ヨーゼフ2世の自由主義的な改革に対し、反対派が出現した。自治権を持ち裕福なブラバント公国とフランドル州を中心に抵抗運動が高まった。1787年、小革命として知られる暴動と混乱の余波の中、反対派の多くは隣国のネーデルラント連邦共和国に避難し、反乱軍を結成した。フランス革命とリエージュ革命が勃発した直後、「移民軍」はオーストリア領ネーデルラントを横切り、1789年10月27日のトゥルンハウトの戦いでオーストリア軍を決定的なまでに破った。領内各地の反乱に支えられた反乱軍は、すぐに領土の大部分を支配下に置き、独立を宣言した。1790年1月に建国された独立国ベルギー合衆国は、プロイセンの暗黙の支援を受けていたのにもかかわらず、外国の承認を得られずにすぐにイデオロギー的路線で分裂していった。ヤン・フランス・フォンク率いるフォンキステンは進歩的で自由な政府を主張し、ヘンドリック・ファン・デア・ノート率いるスタティステンは、頑強な保守派で教会の支持を受けていた。より広い支持基盤を持つ国家主義者たちは、すぐにテロによってフォンキステンを亡命に追いやった。

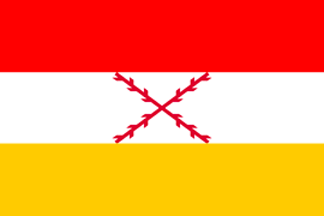
フランドルの艦首旗（18世紀）

1790年半ばまでに、ハプスブルグ朝オーストリアはオスマン帝国との戦争を終結させ、反乱軍の鎮圧に備えた。新たな神聖ローマ皇帝レオポルド2世もまた自由主義者で、反乱軍に恩赦を与えることを提案した。1790年9月22日にファルマーニュの戦いでスタティステンの軍隊を破った後、領土はすぐに制圧され、革命は12月までに敗られた。しかし、オーストリアによる再興は短命に終わり、フルーリュスの戦いの後の1794年にフランスに制圧された。

## フランスによる支配
1794年は、第一次対仏大同盟から3年目であった。フルーリュスの戦いの後、オーストリアはネーデルラントの争奪をあきらめ、フランスに任せた。3か月間の軍事占領の後、10月15日に「ベルギー中央・上級管理局」が設置された。1795年10月1日、各部門が活動を開始し、ベルギー統治評議会を清算して11月22日に停止し、本格的な併合が始まった。フランスは神聖ローマ帝国からオーストリア領ネーデルラントを併合し、フランス共和国に統合した。1797年1月20日、総奉行であるルイ・ギスラン・ド・ブテヴィル＝デュメッツが仕事を終え、その後、ベルギー共通の権威は残らなかった。